# Montharville
Montharville is een gemeente in het Franse departement Eure-et-Loir (regio Centre-Val de Loire) en telt 109 inwoners (2009). De plaats maakt deel uit van het arrondissement Châteaudun.

## Geografie
De oppervlakte van Montharville bedraagt 6,3 km², de bevolkingsdichtheid is dus 17,3 inwoners per km².
De onderstaande kaart toont de ligging van Montharville met de belangrijkste infrastructuur en aangrenzende gemeenten.

## Demografie
Onderstaande figuur toont het verloop van het inwonertal (bron: INSEE-tellingen).